# 디보티오 모데르나
디보티오 모데르나 (Devotio Moderna 또는 Modern Devotion, 현대적 경건) 은 겸손, 순종, 단순한 삶과 같은 참되며 경건한 실천을 재발견함으로써 사도적 개혁을 요구하는 종교개혁 운동이다. 그것은 주로 헤르트 흐로테의 사역을 통해 14세기 후반에 시작되었고 15세기에 네덜란드의 저지대와 독일에서 번성하여 종교개혁으로 끝났다.  토마스 아 켐퍼스의 책 그리스도를 본받아 영향으로 오늘날까지 잘 알려지게 되었다.

## 기원

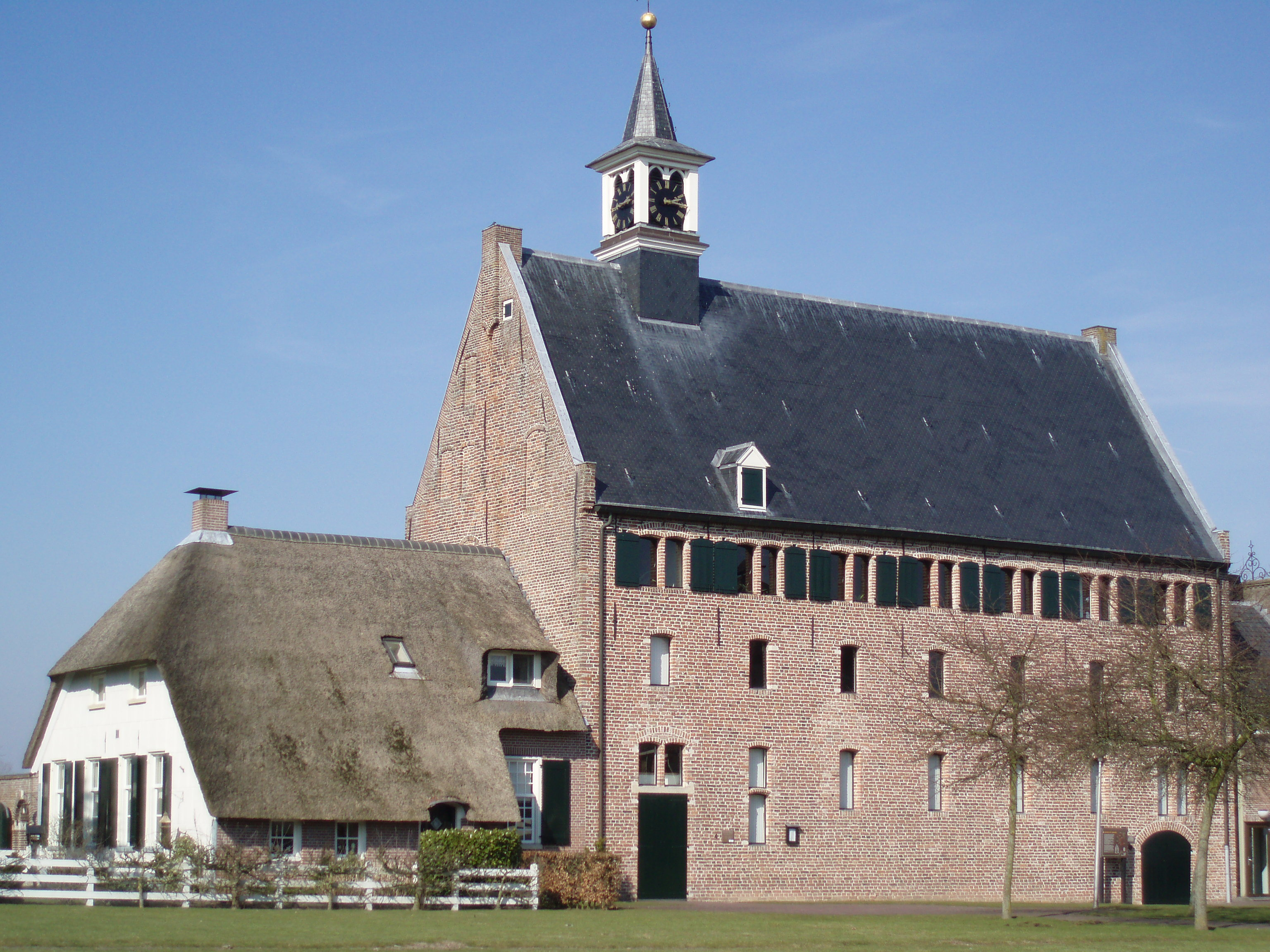
Windesheim 회중공동체의 현대 사진

이 운동의 기원은 빈데세임 회중공동체로 거슬러 간다. 14세기 유럽에서 교회의 구조와 성직자의 개인적인 삶에 대한 불만족에서 새로운 개혁을 시작하는 것이었다. 특별히 헤르트 흐로테  (1340-1384)는 교회의 상태와 수도원 전통의 점진적인 상실과 성직자들 사이의 도덕적 가치 부족에 대해 매우 불만족 스러웠다. 그는 특정한 경건한 관습을 재발견하였다.

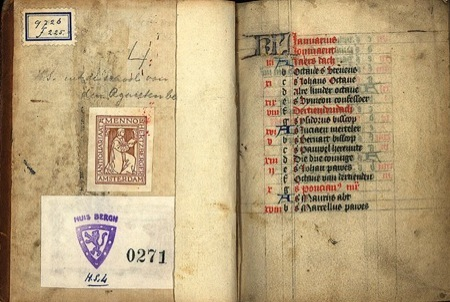
Geert Groote 의 시간 책의 시작

Devotio Moderna는 평신도 운동으로 시작되었다. 1374년경 Groote는 Deventer에 있는 그의 부모 집을 하나님을 섬기고 자하는 가난한 여성들을 위한 숙소로 세웠다. 베긴 하우스와 유사하지만,  이 장소와 나중에 "공통 생활의 자매들"로 불리게 된 공동체들은 조직이 더 자유롭고 사유 재산을 보유하지 않았다. 이 집에 살았던 여성들은 또한 시 당국과 교구 사제의 관할 아래 남아있었다. 따라서 그들의 삶의 방식은 '세상에서' 평범한 기독적 존재와 교회적으로 인정되는 종교 질서의 형성 사이에 있었다.
이 시점에서 다양한 형태의 느슨한 공동체가 등장했다. 한편으로는 여성 Devout의 다양한 유형의 삶이 형성되었다. 특히 Grote의 초기 개종자 중 한 명인 John Brinckerinck의 지도 아래 1390년대부터 Common Life의 수녀회는 네덜란드 전역과 독일로 퍼졌다 (결국에는 약 25 채의 주택과 후자에 약 60 채의 주택). 또한 공동 생활의 수녀회에 공식적으로 연결되지 않았으며 결국 3 차 프란치스칸이나 아우구스티누스 수녀가 될 수도있는 운동에서 영감을받은 많은 집 (대부분 작고 궁핍 한)이 있었다.
남성 추종자들 사이에서 이 운동은 1384년에 Groote가 사망 한 후 Florens Radewyns (Groote의 조언에 따라 성직자가 된)에 의해 추진 되었다. 그는 같은 생각을 가진 평신도와 성직자를 공동 생활의 집으로 모았는데, 결국에는 16세기 초까지 41 명이었던 공동 생활의 형제 로 알려졌다. 이 공동체의 회원 대부분은 사제 또는 성직후보자였다. 몇 안되는 평신도 형제들은 보통 요리, 청소, 재봉 같은 사소한 일을 수행했다. 이 공동체는 서약을하지 않았지만 참회, 기도, 영적 독서와 노동의 엄격한 삶을 살았으며, 대부분은 필사본을 복사했다. 또한 형제회는 자매 집들에게 목회적 돌봄과 영적 조언을 제공했으며, 적어도 일부 형제들은 설교에 참여했다.
Groote의 개혁 메시지는 성직자들과 사제들을 겨냥했으며, 그중 일부는 형제회에 합류했다. 게다가, Radewyns의 지도 아래, 1387년 Deventer 하우스의 일부 구성원은 Zwolle 근처의 Windesheim에 새로운 커뮤니티를 설립 하고 St Augustine의 습관과 규칙을 채택했다. 서약하에 수도원 생활을했지만, 새로운 공동체는 Groote와 Radewyns의 가르침의 많은 관행과 영적 가치를 유지했다. 1395년부터 빈 데스 하임 주변에 수도원 연합이 설립되었다. 이 새로운 연맹은 빠르게 성장했고, 구 아우구스티누스 공동체 (유명하게는 1413년 Groenendaal 포함)뿐만 아니라 새로운 재단과 때때로 형제들의 집 일부를이 새로운 형태의 종교 생활로 개종 시켰다. 15세기 말까지 빈 데스 하임 지부에 거의 100 채의 집 (그 중 84 채는 남성)이있었다.
이 운동은 Groote의 지도력과 Radewyns의 이후 확장 아래 초기에 성직자와 평신도의 반대에 직면했다. 이 의심의 대부분은 베긴 및 베 가드 운동과 같이 그 시대에 개발 된 다른 새로운 형태의 종교적 헌신에 대한 것과 유사했다. 또한 형제들 사이의 일상 생활의 수도원 생활과의 강한 유사성은 4 차 라테 란 공의회의 새로운 금지 명령을 위반하여 공동 생활의 형제 자매들이 새로운 멘디 컨트 명령을 시작하고 있다는 멘디 컨트 명령의 비난을 불러 일으켰다. 서약을하지 않고 1215년에 명령을 내렸다.  그러나 Devotio Moderna 의 단순성과 헌신은 이러한 많은 비난을 약화시켰다.
특히 14세기와 15세기에 저지대 도시에서 두드러졌다. 그러나 즉각적인 영향과 함께 (빈 데스 하임과 관련된 수도원에 가장 일반적으로 기반을 둔) Devotio Moderna 이 운동과 관련된 저자의 저술들이 유럽에 큰 영향을주었다.

## 쇠퇴
종교개혁의 여파로 데보티오 모더나 운동은 급격히 쇠퇴했다. 개신교 영토에서는 형제 집과 수도원이 모두 해체되었다. Deventer와 Zolle의 창립 주택을 포함하여 형제들의 집 대부분은 1600년에 사라졌다. 로마 가톨릭 지역에서 빈 데스 하임 회중의 형제 집과 집 중 일부는 18세기와 19세기 세속화의 희생양이 될 때까지 살아 남았다. 독일 빈 데스 하임 회중의 가장 중요한 회원 인 Frenswegen의 St. Marienwolde는 주가 공식적으로 해산 한 1809년까지 존재하였다. 마지막 캐론 인 Gerhard Tobbe는 1815년에 Frenswegen을 떠났다.

## 그리스도를 본받아
이 책은 많은 영향을 주었다. 대표적으로 Lisieux의 Thérèse와 Loyola의 Ignatius와 같은 많은 성도들에게 영향을 미쳤다.
15세기 후반에 인쇄기의 출현은 이 운동의 범위를 넓혔다. 그리스도의 모방은 세기 말까지 여러 언어로 인쇄되었다.

## 기도 방법
Devotio Moderna 추종자들의 영적 삶은 특히 새로운 활동이 시작되기 전에 내면의 헌신과 빈번한 짧은 시간의 명상에 초점을 맞추었다.

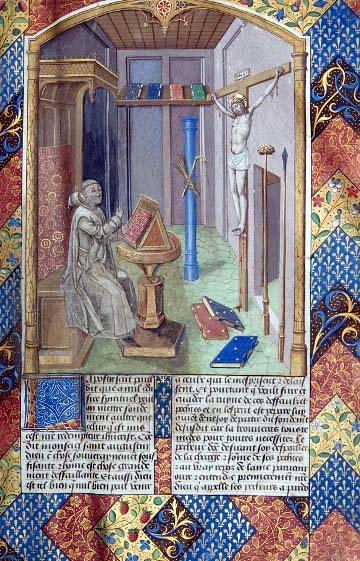
Vita Christi (Life of Christ) by Ludolph of Saxony, Vol. 1, 폴리오.

Zutphen의 Gerard 와 Jan Mombaer 와 같은 Devotio Moderna 추종자들의 저술과 그리고 Groote의 책들은 매일 그리고 매주 운동을 배열하는 "방법론적 기도"의 전통을 소개한다. Groote의 On four Kinds of Matter for Meditation에는 명상 의 요소로서 체계적인 접근뿐만 아니라 정신 이미지도 포함되었다.
수세기 전에, Saint Victor의 휴그와 Guigo II의는 기독교 명상을 위한 체계적인 방법을 만들어 냈지만 그들의 접근 방식은 덜 체계적이었다. 기도와 명상에 대한 Devotio Moderns의 체계적인 접근 방식은 가톨릭 교회와 후기 개혁 공동체 내에서 중요한 추종을 받았다. Florens Radewyns 와 Zutphen의 체계적인기도와 묵상 매뉴얼은 한 세기가 넘도록 유럽에서 중요한 영향을 미쳤다.
예수의 삶에 대한 성경적 장면에 자신을 몰입시키고 투영 하는 개념은 1374년 그의 Vita Christi에서 Saxony의 Ludolph에 의해 개발되었으며 Devotio Moderna 공동체에서 인기를 얻었다. Devotio Moderna가 가르친 체계적인기도 방법은 스페인에 들어와 16세기 초에 알려졌으며 기독교 명상에 대한 접근 방식에 영향을 미쳤다.
몬세 라트 수도원의 원장 카르시아스 데 시스네로스는 Devotio MODERNA에 영향을 받았다. 그의 책 Ejercitatorio de la vida spiritual(영적 생활의 훈련)은 로욜라의 이냐시오의 영적 연습의 주요한 근원이 되었다. Ignatius는 그의 영적 연습에서이 두 가지 기법을 모두 사용했다. 체계적인 형식과 성경적 장면으로의 자기 투영, 예를 들어 갈보리에서 그리스도와 대화를 시작하는 것이다. 또한 Devotio Moderna의 영향을 받은 사람들은 Ludovico Barbo, Lawrence Giustiniani 및 Alga의 San Giorgio 의 Alga에서 San Giorgio의 Canons Regular|Canons Regular이다.
그러나 Devotio Moderna가 가르친 "방법 론적기도"의 방법론과 성경적 장면의 이미지에 "자기 투영"를 사용한 기법 (예수님의 삶에 참여하기 위해)은 16세기 기독교 명상 에 대한 접근 방식에 큰 영향을 미쳤다. 세기 이후. 이러한 방법은 예수회가 계속해서 수행하는 영적 운동 과 같은 명상에서 지속되었다.

## 영향
Devotio MODERNA는 르네상스 인문주의와 기독교와 합해진 기독교 인문주의와 같은 시대에 일어났으며, 하나님과 개인적인 관계를 증진시키는 독일어 신비주의와 관련이 이었다.
Devotio Moderna의 수련생들은 개인의 내면 생활을 강조하고 엄격한 규율에 따라 명상을 장려했다. 크리스천 휴머니즘의 이상으로 Devotio Moderna는 신앙과 종교에 대하여 매우 개인적인 태도를 권장했다. 때로는 루터교와 칼빈주의에 기여하는 요인으로 간주되었다. 이 전통에서 자란 에라스무스 에게도 중요한 영향을 미쳤다.

## 추가 자료
- - Spirituality renewed: Studies on significant representatives of the Modern Devotion. Edited by Hein Blommestijn, Charles Caspers and Rijcklof Hofman (Leuven: Peeters, 2003)
  - Elias H. Füllenbach, Devotio Moderna (I. Christianity), in: Encyclopedia of the Bible and Its Reception (EBR), vol. 6 (2013), col. 716-717
  - Bernard McGinn, The Varieties of Vernacular Mysticism, (New York: Herder & Herder, 2012)
  - Van Engen, John, Sisters and Brothers of the Common Life: The Devotio Moderna and the World of the Later Middle Ages, (Philadelphia: University of Pennsylvania Press, 2008)

## 같이 보기
- 평범한 삶의 형제들
- Alga에서 San Giorgio의 Canons Regular
- 기독교 인본주의
- 기독교 명상
- 헨드릭 만데
- 그리스도의 모방 (이상적)
- 그리스도를 본받아